# Zeltschrank

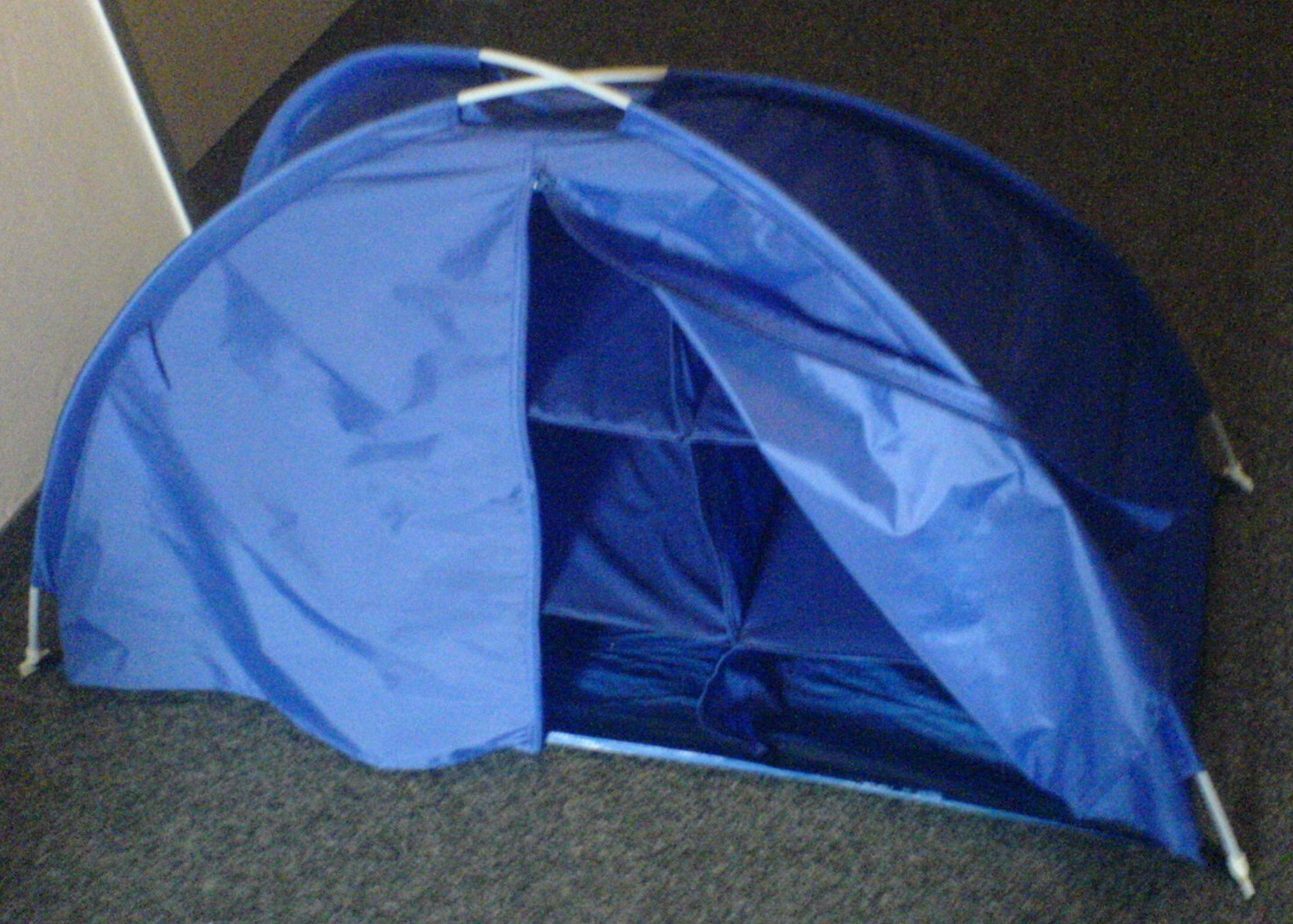

Ein Zeltschrank ist ein einfach zu transportierender Schrank, der sich wie ein Zelt zusammenlegen lässt. 
Der Zeltschrank besteht aus einer Plane und einem Gestänge, das dem Schrank seine Festigkeit gibt.
Er wird vorzugsweise von Vielreisenden und Studenten verwendet, die ihn entweder wegen seiner niedrigen Kosten oder wegen seiner einfachen Handhabung beim Umzug schätzen.
Siehe auch: Liste von Möbelstücken